# Grand Veïzit
L'île Grand Veïzit  est une petite île du golfe du Morbihan rattachée administrativement à la commune de Baden, en face de la pointe de Locmiquel.

## Toponymie
Veïzit, du breton, Ar Veuzit, issu de, Ar Beuz, le buis ; signifie donc La Buissaie. La présence de buis en toponymie indique une ancienne implantation romaine.